# گورنگی لایکوواتس
گورنگی لایکوواتس (به صربی: Gornji Lajkovac) یک منطقهٔ مسکونی در صربستان است که در میونیتسا واقع شده‌است.